# Медаль «Памяти Экспедиции Тысячи»
Медаль «Памяти Экспедиции Тысячи» (итал. Medaglia commemorativa dei Mille di Marsala) — награда, учреждённая муниципалитетом Палермо и подтвержденная Королевством Италия. Вручалась гарибальдийцам, которые вместе с Джузеппе Гарибальди участвовали в высадке в Марсале с целью захвата южной Италии.

## История
Медаль была учреждена муниципалитетом Палермо 21 июня 1860 года, во время диктатуры Гарибальди. Вручалась тем гарибальдийцам, которые принимали участие в высадке в Марсале. Первая раздача этой медали состоялась 24 октября 1860 года на площади Виттория продиктатором Антонио Мордини и вручалась тем, кто был ранен при службе в Палермо. Вторая раздача была произведена в присутствии Гарибальди в Неаполе на площади Сан-Франческо да Паола 4 ноября 1860 года.
В декабре 1861 года была создана Национальная комиссия для оформления первого списка Тысячи, высадившейся в Марсале. Комиссия состояла из генералов: Винченцо Джордано Орсини, Франческо Стокко, Джованни Ачерби; полковников: Джузеппе Децца, Гульельмо Ченни, Бенедетто Кайроли, Джорджио Манин; майоров: Луиджи Мичели и Антонио Делла Палу, Джулио Эмануэле де Крецкманн, Франческо Раффаэле Курцио и Давиде Чезаре Узиэль; капитанов: Сальваторе Кальвино и Ахилле Аргентино. Комиссия выдавала разрешения на ношение медали, установленное Гражданским советом Палермо 21 июня 1860 года.
Другое почетное жюри рассмотрело звания участников экспедиции, и военное министерство опубликовало новый список тысячи марсальцев в бюллетене № 21 за 1864 год, на основании которого затем будут назначены пенсии. На основе второго списка был окончательно составлен документ, опубликованный в Официального вестнике Королевства Италия от 12 ноября 1878 года.
Начиная с 1865 года правительство Королевства Италия постановило, что те, кто получит эту медаль, будут иметь право на ежегодную пожизненную пенсию в размере 1000 лир.

## Знаки различия
- Серебряная медаль диаметром 31 мм имеет на аверсе изображение орла, геральдического символа города Палермо[итал.], держащего в когтях свиток с надписью «SPQR» (Senatus Populus Que Panormitanus), а с краю огранённая тремя розетками легенда — «Ai prodi cui fu duce Garibaldi». На реверсе медали по кругу, разделённому двумя розеточными фризами, надпись «Marsala» «Calatafimi» «Palermo», с шестиконечной звездой внизу. В центре, окруженном сомкнутым лавровым венком и перевязанным внизу крестообразным узлом, легенда «Il municipio / palermitano / rivendicato / mdccclx».
- Лента красная, с жёлтой полосой по бокам, напротив неё трискелион в серебре.